# 山田匡蔵

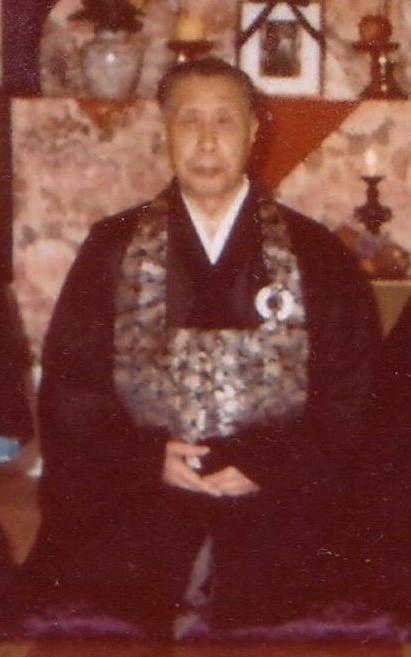
山田 匡蔵（耕雲）

山田 匡蔵（やまだ きょうぞう、あるいは山田耕雲、- こううん、1907年3月18日 - 1989年9月13日）は、日本の実業家（日本油脂常務、東京顕微鏡院理事長）、禅指導者（三宝教団2代管長・正師家、耕雲軒山田円光禅心）。

## 略歴

### 学歴
1907年3月18日、山田脩（二本松町長・二本松製糸会社副社長）の次男として福島県二本松市に生まれる。
第一高等学校 (旧制)から東京帝国大学法学部に進む。在学中に高等文官行政科試験に合格。1930年に卒業。

### 職歴
千代田生命に入社するも長兄が亡くなり、家業を助けるため、妹の友人で小児科医の山田和江（旧姓：阿部）と結婚後、満州に渡り満州鉱山で人事課長となる。引き揚げ後鎌倉に居住。満州時代の上司の勧めで日本油脂に入り、常務にまで昇進した。その傍ら、1955年より妻が師より委嘱された東京顕微鏡院の経営に携わり、亡くなるまで理事長を務めた。その他、富士エージェンシー社長、財政経済弘報社社長も務めた。1989年9月13日逝去。

#### 役職歴
- ILO化学工業労働委員会 － 使用者代表
- 国際経済研究センター － 理事

### 禅歴
満州で河野宗寛に師事。引き揚げ後、円覚寺の朝比奈宗源、黙仙寺の花本貫瑞に師事。のちに一高時代の友人中川宗淵の勧めで安谷白雲、原田祖岳に師事して研鑽を重ねて見性を得、鎌倉白雲会を設立。1960年に嗣法し、1967年には正師家に、1970年に後を継いで三宝教団の2代目管長に就任。鎌倉の自宅を禅堂に改装し、世界各国からの多くの参禅者を指導した。

## 家族
父は二本松製糸会社副社長で第3代二本松町長の山田脩（旧姓：梅原）、妻は医師で東京顕微鏡院名誉理事長の山田和江、長女は元朝日ジャーナル編集長の下村満子、長男はイトーキ会長、元三菱銀行専務で三宝禅4代管長の山田匡通（凌雲）、次男は三菱化学副社長の山田洋輔。

## 弟子
ルベン・アビト、窪田慈雲、外池碧雲、山田匡通ほか

## 著作物
- 『禅の正門』（春秋社、1980年→新版1986年）
- 『提唱禅宗五部録 上・下』（春秋社、1988年）
- 『耕雲禅話』（ぱる出版、1989年）

英訳
- "The gateless gate - the classic book of Zen koans"(Wisdom Publications、2004年)